# Воинкова
Воинкова — деревня в Байкаловском районе Свердловской области. Входит в состав Краснополянского сельского поселения. Управляется Чурманской сельской администрацией.

## География
Населённый пункт расположен на правом берегу реки Иленка в 7 километрах на северо-запад от села Байкалово — административного центра района.

### Часовой пояс
Воинкова, как и вся Свердловская область, находится в часовой зоне МСК+2. Смещение применяемого времени относительно UTC составляет +5:00.

## Население
| 2002 | 2010 |
| ---- | ---- |
| 3    | ↘1   |

## Инфраструктура
В деревне расположена всего одна улица (Кирова).